# Sayf ibn 'Umar
Sayf ibn ʿUmar al-Usayyidi al-Tamīmī (in arabo سيف بن عمر التميمي‎?; Kufa, VIII secolo – Baghdad, 796) è stato uno storico arabo.
Storico del primo Islam, Sayf b. ʿUmar apparteneva alla tribù araba dei Banū Tamīm. Nel suo lavoro espone il punto di vista storico dei musulmani iracheni, che si sentivano discriminati a causa della loro generale solidarietà nei confronti del quarto califfo 'Ali ibn Abi Talib.
Julius Wellhausen sostenne che i suoi lavori fossero influenzati dalle tradizioni tribali dei Banū Tamīm. L'Autore scrisse in uno stile che riecheggiava quello degli Ayyām al-ʿArab. e fu una delle fonti principali del grande annalista persiano Ṭabarī per il periodo intercorrente tra la data di morte di Maometto (632) e la Prima Fitna (656).
Oggi la sua affidabilità viene sostenuta dai principali studiosi, a partire da Ella Landau-Tasseron, e da Fred Donner
La storia di Sayf prende avvio dalla Guerra della ridda, che egli fa partire l'indomani stesso della scomparsa del Profeta, e la fa finire, per quanto ci è dato sapere, con l'alleanza raggiunta tra il ribelle Governatore del Bilad al-Shām, Mu'awiya ibn Abi Sufyan e il conquistatore dell'Egitto bizantino, 'Amr ibn al-'As.

## Opere
- Kitāb al-Jamal wa masīr ʿĀʾisha wa ʿAlī. Dedicato alla battaglia del Cammello.
- Kitāb al-Ridda wa l-Futūḥ.